# 無穹迴役
《無穹迴役》（英語：Infinite）是一部2021年美國科幻動作片，由安東尼·法奎執導，伊恩·索爾撰寫劇本，托德·史坦撰寫故事。該片改編自艾瑞克·麥克蘭茲的2009年小說《轉世文獻》，主演包括馬克·華伯格、奇維托·艾吉佛、蘇菲·庫克森、傑森·曼薩凱斯、魯伯特·佛列德、莉茲·凱爾、陶比·瓊斯和狄倫·歐布萊恩。於2021年獲得金酸梅獎 。
《無穹迴役》原定於2020年8月7日在美國院線上映，受2019冠狀病毒病疫情影響，該片改於2021年6月10日在派拉蒙+上線。

## 演員
- 馬克·華伯格飾演伊凡·麥考利（Evan McCauley）
- 奇維托·艾吉佛飾演巴瑟斯特2020（Bathurst 2020）
- 蘇菲·庫克森飾演塔諾拉（Nora）
- 傑森·曼薩凱斯（英语：Jason Mantzoukas）飾演皮博迪（Peabody）
- 魯伯特·佛列德飾演巴瑟斯特1985（Bathurst 1985）
- 莉茲·凱爾（英语：Liz Carr）飾演蓋瑞克（Garrick）
- 陶比·瓊斯飾演肯特（Kent）
- 狄倫·歐布萊恩飾演海因里希·崔德威（Heinrich Treadway）
- 約翰尼斯·赫伊屈爾·約翰森（英语：Jóhannes Haukur Jóhannesson）飾演科維奇（Kovic）
- 湯姆·休斯飾演阿貝爾（Abel）
- 瓦·莉絲黛（英语：Wallis Day）飾演辛（Shin）
- 凱·亞歷山大（英语：Kae Alexander）飾演翠西（Trace）

## 製作
2017年3月，派拉蒙影業取得由伊恩·索爾（Ian Shorr）撰寫的《無穹迴役》劇本，並由馬克·瓦拉迪安和洛倫佐·迪·波納文圖拉擔任製片人。2018年11月，安東尼·法奎為執導電影進行洽談。2019年2月，宣佈克里斯·伊凡為出演電影進行洽談，而法奎確認擔任該片的導演。同月，據報導約翰·李·漢考克重寫了索爾的劇本。6月，伊凡因為與《捍衛雅各》日程衝突退出了該項目，馬克·華伯格為替代伊凡進行洽談。8月，確認華伯格出演電影，而蘇菲·庫克森和狄倫·歐布萊恩加入演員陣容。9月，奇維托·艾吉佛、約翰尼斯·赫伊屈爾·約翰森、魯伯特·佛列德和傑森·曼薩凱斯加入演員陣容。10月，湯姆·休斯加入演員陣容。

### 拍攝
主體拍攝於2019年9月開始進行，部分場景在卡地夫、法恩堡機場和室內滑雪場進行拍攝。拍攝地點還包括倫敦、墨西哥城、瓜納華托州、尼泊爾、紐約、蘇格蘭、泰國和阿爾卑斯山。

## 發行
《無穹迴役》原定於2020年8月7日在美國院線上映。2020年4月，受2019冠狀病毒病疫情影響，該片延期至2021年5月28日在美國上映。2021年3月，該片再度延期至2021年9月24日在美國上映。2021年5月，派拉蒙影業宣佈該片取消院線上映，改於2021年6月10日在派拉蒙+上線。

### 評價
爛番茄根據69條評論，持有16%的新鮮度，平均得分4／10，觀眾投票獲得38%的分數，平均得分為2.7／5。在Metacritic上，電影獲得28分。

## 外部連結
- 互联网电影数据库（IMDb）上《無穹迴役》的资料（英文）
- Box Office Mojo上《無穹迴役》的資料（英文）
- 爛番茄上《無穹迴役》的資料（英文）
- AllMovie上《無穹迴役》的资料（英文）
- Metacritic上《無穹迴役》的資料（英文）
- 開眼電影網上《無穹迴役》的資料（繁體中文）
- 时光网上《無穹迴役》的資料（简体中文）
- 豆瓣电影上《無穹迴役》的資料 （简体中文）